# 山方比古神社
山方比古神社（やまかたひこじんじゃ）は、徳島県徳島市多家良町に鎮座する神社である。

## 歴史
創祀年代は不詳である。『延喜式神名帳』に記載される式内社とされるが、末社として所管する立岩神社を充てる説もある。
昔、この地に銅のたたらがあったと言う。また、周辺からは弥生土器や金属器が出土している。御火社（こひしゃ）、金谷権現とも称する。別名、金山神社。近代社格制度上は無格社であった。

## 祭神
- 金山比古神

## 境内社
- 立岩神社 - 祭神は天津麻羅。巨大な岩を神体とし、社殿は小さな祠である。10月17日に祭礼が行われる。